# كيفن كيلي (مذيع)
كيفن كيلي (بالإنجليزية: Kevin Kelly)‏ هو إذاعي ومدير أمريكي، ولد في 9 مايو 1967 في نيويورك في الولايات المتحدة.

## وصلات خارجية
- كيفن كيلي على موقع CageMatch worker (الإنجليزية)
- كيفن كيلي على موقع IMDb (الإنجليزية)
- كيفن كيلي على موقع قاعدة بيانات الفيلم (الإنجليزية)